# Józef Szymeczek
Józef Szymeczek (ur. 18 listopada 1973 w Trzyńcu) – polski historyk i działacz społeczny na Zaolziu, w latach 2002–2016 przewodniczący Kongresu Polaków w Republice Czeskiej, od 2016 wiceprezes.

## Życiorys
Urodził się w rodzinie polskich ewangelików na Śląsku Cieszyńskim. W dzieciństwie uczęszczał do szkół podstawowych z polskim językiem nauczania: w Nydku i Bystrzycy nad Olzą, później kontynuował kształcenie w Gimnazjum Polskim w Czeskim Cieszynie. Następnie studiował historię na Wydziale Filozoficznym Uniwersytetu Ostrawskiego – pracę magisterską poświęcił stosunkom religijnym na Śląsku Cieszyńskim w dobie stalinizmu. W maju 2007 obronił na Wydziale Historyczno-Pedagogicznym Uniwersytetu Opolskiego pracę doktorską pod tytułem „Augsburski Kościół Ewangelicki w czeskiej części Śląska Cieszyńskiego w latach 1945–1950. Koszty autonomii”.
Po ukończeniu studiów w 1997 rozpoczął pracę w ośrodku dokumentacyjnym Kongresu Polaków w Republice Czeskiej w Czeskim Cieszynie. Zaangażował się w sprawę uzyskania przez śląskich Polaków odszkodowań za przymusowe roboty w okresie II wojny światowej ze strony RFN (był z nominacji rządu czeskiego członkiem Komisji Odwoławczej Czesko-Niemieckiego Funduszu oraz przewodniczącym Komisji Przyszłości w Pradze, za swą działalność został wyróżniony Medalem Pro Memoria przez Urząd do Spraw Kombatantów i Osób Represjonowanych).
W 2001 został zatrudniony w Oddziale Wychowania Chrześcijańskiego Katedry Nauk Społecznych Wydziału Pedagogicznego Uniwersytetu Ostrawskiego (od 2005 jako kierownik tego Oddziału). W 2003 objął funkcję sekretarza ds. nauki i oświaty w Śląskim Kościele Ewangelickim w Czeskim Cieszynie.
Wraz z dyrektorem Książnicy Cieszyńskiej Krzysztofem Szelongiem założył w 2004 wydawaną w dwóch językach edycję dziejów Śląska Cieszyńskiego pod nazwą Bibliotheca Tessinensis.
Już od wczesnej młodości aktywnie uczestniczył w życiu społecznym czeskich Polaków. Od 1990 działał w Harcerstwie Polskim w Republice Czeskiej. W latach 1993–2001 był członkiem Rady Naczelnej Harcerstwa Polskiego w Republice Czeskiej (zaprojektował sztandar organizacji). W okresie 1997–2005 sprawował funkcję prezesa koła Polskiego Związku Kulturalno-Oświatowego w Nydku. W kwietniu 2002 wybrano go prezesem Kongresu Polaków w Republice Czeskiej. Po raz kolejny uzyskał nominację na tę funkcję w marcu 2005 oraz na wiosnę 2008. W kwietniu 2012 roku został wybrany prezesem Kongresu Polaków w Republice Czeskiej na kolejną czteroletnią kadencję. W 2016 po wyborze Mariusza Wałacha na to stanowisko został wiceprezesem tej organizacji.
Uczestniczył w licznych konferencjach naukowych. Jest autorem kilkudziesięciu opracowań opublikowanych w zbiorach zwartych i czasopismach naukowych w Polsce, Czechach, Niemczech, Włoszech, Rumunii, Słowacji i USA.
Zasiadał w Radzie Rządu Republiki Czeskiej ds. Mniejszości Narodowych (2002–2006). Był również samorządowcem: sprawował mandat radnego gminy Nydek (2002–2006). W wyborach do Parlamentu Europejskiego w czerwcu 2004 kandydował z listy Unii Wolności.
W 2023 otrzymał Odznakę Honorową za Zasługi dla Polonii i Polaków za Granicą.
Interesuje się historią, głównie protestantyzmu śląskiego w czasach nazizmu i komunizmu oraz twórczością Władimira Wysockiego, którą tłumaczy na język polski.
Jest żonaty z Andreą, z którą ma synów Marka i Michała. Obecnie mieszka w Końskiej koło Trzyńca.

## Publikacje naukowe
- Polská národnostní menšina v Ceskoslovensku 1945–1954, Praga 2001 (wraz z Tadeuszem Siwkiem i Stanisławem Zahradnikiem),
- Stát, církev a národ v československé části těšínského Slezska 1945-1953, Czeski Cieszyn 2004
- Augsburski Kościół Ewangelicki w czechosłowackiej części Śląska Cieszyńskiego w latach 1945–1950, Cieszyn 2008
- Vznik Československa a evangelíci augsburského vyznání v Těšínském Slezsku 1918-1923, 2010